# Prigradske terme u Pompejima
Prigradske terme (tal. Terme Suburbane) je građevina u Pompejima u Italiji, gradu u talijanskoj regiji Kampaniji koji je zatrpan erupcijom vulkana Vezuva 79. godine nove ere, koja ga je posljedično sačuvala.
Prigradsko kupalište bilo je u javnom vlasništvu, kao i Stabijske, Forumske i Središnje terme u gradu. Izgrađeni su u ranom carstvu, vjerojatno za vrijeme cara Tiberija (14. – 37. godine), mnogo kasnije od ostalih i stoga su izgrađeni izvan gradskih zidina u blizini Porta Marine, jednih od gradskih vrata. U to je vrijeme zemlja bila lakše dostupna izvan grada jer su zidine izgubile svoju obrambenu ulogu nakon što je grad postao rimska kolonija.
Kupališta su također imala koristi od povećane opskrbe tekućom vodom nakon spajanja grada na akvadukt Aqua Augusta 30.-20. pr. Kr.
Kupalište je obnovljeno nakon potresa 62. godine, kada je sjeverno od kompleksa dodan piscina calida, grijani bazen.
Kupalište je otkriveno 1958. godine, mnogo kasnije od ostatka grada, iako je sustavno iskopavanje moralo pričekati do 1985.-1987.
Iako u javnom vlasništvu, čini se da su ova kupališta bila rezervirana za privatnu klijentelu za razliku od ostalih javnih kupališta.
Zgrada je poznata po sačuvanim erotskim zidnim slikama, jedinom skupu takve umjetnosti pronađenom u javnom rimskom kupalištu.

## Struktura
Zgrada je bila dvokatna: gornji kat, kao u kupatilima Palaestra/Sarno, bio je podijeljen na tri stana za iznajmljivanje, s pogledom na luku i Napuljski zaljev kroz velike staklene prozore. Ove sobe također mogu imati prostor za prodaju seksualnih usluga. Ovom gornjem katu pristupalo se stubištem s kata ispod ili kroz vrata na Via Marini..
Kupaonice su izgrađene prema višim standardima luksuza i toplinske učinkovitosti od ranijih kupališta u gradu i imaju mnoga obilježja "novije" arhitekture kupatila iz prvog stoljeća nove ere: tip "jednoosnog reda" (s prostorijama u linearnom sve topliji raspored koji promiče određeni put kroz terme i graniči s palestrom), veliki prozori okrenuti prema jugozapadu i vanjski bazen s fontanom.
Gradnja je najprije bila ograničena na apoditerij (svlačionica), frigidarij (hladna soba), tepidarij (topla soba), lakonij (topla suha soba) i kaldarij (topla soba); natatij je dodan kasnije kao tri prostorije, uključujući nimfej s vodenim kaskadom, pružajući alternativni put do postojećeg tepidarija nakon kojeg slijedi kaldarij. U kupalište se ulazi dugim hodnikom koji vodi u apoditerij. Kupači bi također imali pristup zahodu u kojem je stajalo šest do osam ljudi.
Piscina calida (vrući bazen) koristio je inovativni sustav grijanja nazvan samovar, kupolastu metalnu ploču koja je bila dio poda bazena iznad peći za izravno zagrijavanje vode u bazenu.
Samo jedan apoditerij doveo je do nagađanja arheologa da su i muškarci i žene dijelili ovaj objekt, ili da su ga dijelili samo muškarci ili vremenski podijeljeni. Apoditerij sadrži erotske zidne slike.

## Erotska umjetnost u prigradskim termama
Erotske zidne slike u termama u predgrađu jedini su set takve umjetnosti pronađen u javnom rimskom kupalištu. Na ovim su slikama prikazane eksplicitne scene seksa (kao što su grupni seks i oralni seks) koje se ne mogu lako pronaći u zbirkama erotske rimske umjetnosti. Budući da se svi prikazani seksualni činovi smatraju "ponižavajućim" prema običajima starog Rima, moguće je da je namjera iza njihove reprodukcije bila pružiti izvor humora posjetiteljima zgrade. Slike su u apoditeriju i svaka scena je iznad numerirane kutije. Smatra se da su te kutije služile kao ormarići u koje su kupači stavljali odjeću. Nagađa se da su slike vjerojatno služile kao način da kupači zapamte mjesto svoje kutije (umjesto numeriranja). Prisutnost ovih slika u javnom kupatilu koje dijele muškarci i žene daje određeni uvid u rimsku kulturu i sugerira da ljudi ovo ne bi smatrali uvredljivim, a možda i duhovitim.
Slike su sljedeće:
- dvije slike koje prikazuju generičke scene muško-ženskog koitalnog odnosa
- žena koja izvodi felacio na muškarcu
- muškarac koji izvodi kunilingus na ženi
- jedan lezbijski duo sa seksualnim pomagalom u obliku falusa ili dildom
- jedna trojka
- jedna četvorka
- goli muškarac s deformiranim ogromnim testisima

- Freske
- Kunilingus, felacio i analni seks između dvije žene i dva muškarca
- trojka: 2 muškarca i 1 žena
- Freska s prikazom kunilingusa
- Freska u položaj kaubojke
- Dio poznatog murala koji prikazuje varijante spolnog odnosa.

## Vanjske poveznice
|  | Zajednički poslužitelj ima još gradiva o temi Prigradske terme u Pompejima |